# Alan Pulido
Alan Pulido (Ciudad Victoria, 1991. március 8. –) mexikói válogatott labdarúgó, a mexikói Guadalajara csatárja.

## Pályafutása

### Klubcsapatokban
A mexikói első osztályban 2010. február 27-én mutatkozott be a Tigres játékosaként, amikor csapata a vendég Moreliától 0–3-as vereséget szenvedett. 2011-ben bajnok lett a Tigresszel, majd 2015 első felére a görög Levadiakószhoz került. 2015 nyarán az Olimbiakószhoz igazolt, amellyel első szezonjában bajnoki címet ünnepelhetett. 2016 nyarán hazaigazolt Mexikóba, és a Guadalajara játékosa lett, 2017-ben pedig újabb bajnoki címet szerzett. 2019. december 11-én jelentették be, hogy a Sporting Kansas City csapatához szerződött. 2025. január 7-én visszatért a Guadalajara csapatába.

### A válogatottban
A válogatottban 22 évesen, 2014 januárjában mutatkozott be egy Dél-Korea elleni barátságos mérkőzésen, és mindjárt 3 gólt is szerzett. Bekerült a 2014-es világbajnokság mexikói keretébe is, de ott nem lépett pályára.

#### Mérkőzései a válogatottban
| Mexikó | Mexikó               | Mexikó                                  | Mexikó           | Mexikó   | Mexikó              | Mexikó                          | Mexikó | Mexikó      |
| #      | Dátum                | Helyszín                                | Hazai            | Eredmény | Vendég              | Kiírás                          | Gólok  | Esemény     |
| ------ | -------------------- | --------------------------------------- | ---------------- | -------- | ------------------- | ------------------------------- | ------ | ----------- |
| 1.     | 2014. január 29.     | San Antonio, Alamodome                  | Mexikó           | 4 – 0    | Dél-Korea           | barátságos                      | 3      | 45' 85' 88' |
| 2.     | 2014. március 5.     | Atlanta, Georgia Dome                   | Mexikó           | 0 – 0    | Nigéria             | barátságos                      | 0      | 45'         |
| 3.     | 2014. április 2.     | Glendale, University of Phoenix Stadium | Egyesült Államok | 2 – 2    | Mexikó              | barátságos                      | 1      | 67'         |
| 4.     | 2014. május 28.      | Mexikóváros, Estadio Azteca             | Mexikó           | 3 – 0    | Izrael              | barátságos                      | 0      | 72'         |
| 5.     | 2014. június 3.      | Chicago, Soldier Field                  | Mexikó           | 0 – 1    | Bosznia-Hercegovina | barátságos                      | 0      | 57'         |
| 6.     | 2014. június 6.      | Foxborough, Gillette Stadion            | Mexikó           | 0 – 1    | Portugália          | barátságos                      | 0      | 77'         |
| 7.     | 2016. október 8.     | Nashville, Nissan Stadium               | Mexikó           | 2 – 1    | Új-Zéland           | barátságos                      | 0      | 66'         |
| 8.     | 2017. február 8.     | Las Vegas, Sam Boyd Stadium             | Mexikó           | 1 – 0    | Izland              | barátságos                      | 1      | 21' 77'     |
| 9.     | 2017. július 1.      | Seattle, CenturyLink Field              | Mexikó           | 2 – 1    | Paraguay            | barátságos                      | 0      | 61'         |
| 10.    | 2018. szeptember 7.  | Houston, NRG Stadium                    | Mexikó           | 1 – 4    | Uruguay             | barátságos                      | 0      | 46'         |
| 11.    | 2018. szeptember 11. | Nashville, Nissan Stadium               | Egyesült Államok | 1 – 0    | Mexikó              | barátságos                      | 0      | 74'         |
| 12.    | 2018. november 16.   | Córdoba, Mario Alberto Kempes Stadion   | Argentína        | 2 – 0    | Mexikó              | barátságos                      | 0      | 46'         |
| 13.    | 2018. november 20.   | Mendoza, Estadio Malvinas Argentinas    | Argentína        | 2 – 0    | Mexikó              | barátságos                      | 0      | 82'         |
| 14.    | 2020. október 13.    | Hága, Cars Jeans Stadion                | Mexikó           | 2 – 2    | Algéria             | barátságos                      | 0      | 73'         |
| 15.    | 2021. június 3.      | Denver, Empower Field at Mile High      | Mexikó           | 0 – 0    | Costa Rica          | CONCACAF Nemzetek Ligája        | 0      | 58'         |
| 16.    | 2021. június 12.     | Atlanta, Mercedes-Benz Stadion          | Mexikó           | 0 – 0    | Honduras            | barátságos                      | 0      | 69'         |
| 17.    | 2021. július 14.     | Dallas, Cotton Bowl                     | Guatemala        | 0 – 3    | Mexikó              | CONCACAF-aranykupa, csoportkör  | 0      | 83'         |
| 18.    | 2021. július 18.     | Dallas, Cotton Bowl                     | Mexikó           | 1 – 0    | Salvador            | CONCACAF-aranykupa, csoportkör  | 0      | 76' 78'     |
| 19.    | 2021. július 24.     | Glendale, State Farm Stadion            | Mexikó           | 3 – 0    | Honduras            | CONCACAF-aranykupa, negyeddöntő | 0      | 85'         |
| 20.    | 2021. augusztus 1.   | Las Vegas, Allegiant Stadion            | Egyesült Államok | 1 – 0    | Mexikó              | CONCACAF-aranykupa, döntő       | 0      | 105'        |
|        | Összesen             |                                         |                  | 20       | mérkőzés            |                                 | 5      | gól         |

## Elrablása
2016 májusában Görögországból hazatért Mexikóba. Május 28-án este Tamaulipas államban, Ciudad Victoriában vett részt egy rendezvényen barátnőjével, majd elhagyta a helyszínt. 23:30 körül egy országúton ismeretlen személyek feltartóztatták autóját, és erőszakkal magukkal vitték Pulidót. Az esetről rokonai értesítették a rendőrséget és a médiát. Hétfőn érkezett a hír, hogy Pulido kiszabadult, és kórházba szállították kivizsgálásra. Később az derült ki, hogy hétfő éjjel, amikor egyedül maradt egyik fogvatartójával, sikerült elvennie a férfi fegyverét, több segélyhívást leadnia és megszöknie. A bűncselekmény kitervelésével később Pulido egyik unokatestvérének férjét gyanúsították meg.

## Sikerei, díjai
Tigres
- SuperLiga (1): 2009
- Mexikói bajnok (1): 2011 Apertura
- Mexikói kupagyőztes (1): 2014 (Clausura)

Olimbiakósz
- Görög bajnok (1): 2015–2016

CD Guadalajara
- Mexikói bajnok (1): 2017 Clausura
- Mexikói kupagyőztes (1): 2017 (Clausura)
- CONCACAF-bajnokok ligája (1): 2018